# Număr transcendent
În matematică, un număr real sau complex este numit transcendent dacă nu poate fi soluție a unei ecuații algebrice cu coeficienți raționali, sau, altfel spus, dacă nu este un număr algebric.
Numere transcendente celebre sunt π (pi) și e. Alte numere transcendente sunt unele valori ale funcțiilor trigonometrice și ale funcției logaritm.
Datorită proprietății lor, numerele transcendente nu pot fi „construite” folosind doar rigla și compasul. Cuadratura cercului este o problemă imposibil de rezolvat doar cu rigla și compasul, exact datorită faptului că π este un număr transcendent.
În mod uzual, mulțimea numerelor transcendente se notează cu {\displaystyle \mathbb {T} }. Noțiunea a fost evidențiată de Joseph Liouville (1844). Existența lor este sugerată de valori numerice ale logaritmilor.